# Малишевський Іван Гнатович
Іван Малишевський (25 липня 1828, Мінська губернія, Російська імперія — 23 січня 1897, Київ) — білоруський історик церкви, професор Київської духовної академії. славіст, громадський діяч; доктор богослов'я.

## Життєпис
Народився 1828 року в містечку Негневичі, Новогрудського повіту Мінської губернії, в сім'ї уніатського священика. Батьки були шляхетського походження. Початкову освіту здобув удома.
У 1837–1843 роках навчався у Жировицькому духовному училищі (тоді при уніатській духовній семінарії), у 1843–1849 роках — у Мінській духовній семінарії, яку закінчив з відзнакою. У 1849–1853 роках навчався у Київській духовній академії, закінчивши її зі ступенем першого магістра богослов'я.
Викладав у Київській академії: бакалавр (1853–1861), екстраординарний професор (1861–1862), ординарний професор (1862–1897); читав головним чином курси російської історії та історії Російської церкви. Крім цього, був викладачем французької мови (з 1857), історії розколу російської церкви (з 1858). З 1863 року беззмінно очолював кафедру історії Російської церкви Київської духовної академії. З 1866 року — член правління академії.
В 1873 році захистив дисертацію «Олександрійський патріарх Мелетій Пігас і його участь у справах Російської Церкви» (Київ, 1872) і був удостоєний наукового ступеня доктора богослов'я. Нагороджений Макаріївською премією. У праці «Сказання про відвідування Російської держави св. апостолом Андрієм» (1888) Іван Малишевський висловив думку про появу російської версії про Ходіння апостола Андрія після російсько-візантійського церковного конфлікту середини XII століття, пов'язаного з висвяченням у митрополити русина Климента Смолятича.
Був дійсним та почесним членом Київського товариства імені Нестора-Літописця, Московського археологічного товариства, членом Російського археологічного інституту в Константинополі, Київської археологічної комісії, Київського відділення Слов'янського благодійного комітету, Києво-Володимирського братства (з навернення євреїв у православ'я), Київського піклування про сліпих та інших товариств. Брав участь у будівництві Володимирського собору, згодом обраний почесним старостою.
Був обраний у гласні Київської міської думи, на цій посаді дбав про збільшення кількості народних училищ у Києві та про краще облаштування вже наявних.
Усього І. Малишевський був почесним або дійсним членом близько двадцяти наукових, благодійних товариств та установ.
Був одружений із донькою І. Максимовича, Антоніною.
Помер 23 січня 1897 року. Похований на Щекавицькому цвинтарі Києво-Братського монастиря.

## Літературні праці
Автор низки книг та статей з історії Церкви (перших століть християнства, візантійського періоду, західнослов'янської та південнослов'янської церкви та ін.), проблем народної освіти та церковного життя в Російській імперії. Публікувався в журналі Київської духовної академії « Недільне читання». Брав участь у виданні творів Кирила Турівського (1879). Якийсь час був редактором журналу «Київських єпархіальних відомостей».
Книги, публікації
- Отношение Руси к Церкви Римской при святом Владимире // ТКДА. — .Отношение Руси к Церкви Римской при святом Владимире // ТКДА. — .
- Доминиканец Яцек Одровонж, мнимый апостол земли русской // ТКДА. — .
- Подложное письмо половца Ивана Смеры к великому князю Владимиру // ТКДА. — .
- Евреи в Южной России и в Киеве в X—XII вв. — Киев : Тип. В. Давиденко, 1878. — 2 серпня. Архівовано з джерела 5 січня 2022. Процитовано 5 січня 2022.
- Когда и где впервые установлено празднование памяти св. Владимира 15 июля // ТКДА. — .
- Кто был первый митрополит Киевский // ТКДА. — . — Т. 3.
- Киевские церковные соборы // ТКДА. — . — С. 535.
- Святые Кирилл и Мефодий // ТКДА. — . Архівовано з джерела 15 лютого 2020. Процитовано 5 січня 2022. Выпущена также отдельно.
- Судьба славянской Церкви в Моравии и Паннонии при учениках Кирилла и Мефодия // ТКДА. — .
- Варяги в начальной истории христианства в Киеве // ТКДА. — .
- Новый сборник западно-русских полемических сочинений.
- Исторические записки о Киевской Духовной Академии за 50-летний период с 1819 по 1869 гг.
- Исторические записки о Русской Церкви за 25-летие царствования императора Александра II.
- О зарождении религиозных сект в России с рационалистическим направлением. — К., 1884.
- Происхождение русской великой княгини Ольги святой. — К., 1889.
- Спутники и ученики святого апостола Андрея. — К., 1889.
- Святые Людмила и Вячеслав. — К., 1890.
- Святой Иоанн Златоуст в звании чтеца, в сане диакона и пресвитера. — К., 1892.
- Рецензия на историю Русской церкви профессора Е. Е. Голубинского. — 1880—1881 или позже.

Брошури
- Житие святого равноапостольного князя Владимира. — СПб. : Славянское благотворительное общество, 1888[4]. Издано в 360 тыс. экземпляров, к празднованию 900-летия крещения Руси, переведено на калмыцкий язык.
- Правда об унии к православным христианам. — СПб., 1889. Переведена на польский и чешский языки.
- Западная Русь в борьбе за свою веру и народность. — СПб., 1894.

Статті
- К вопросу об авторе «Слова о полку Игореве» // ЖМНП. — . — С. 252—261.

поправка до статті // ЖМНП. — . — С. 318.
- О церкви и иконе св. Богородицы под названием «Пирогощи», упоминаемых в летописях и в «Слове о полку Игореве» // ЧИОНЛ. — К., 1891. — Т. 5. — Отд. 2 (2 серпня). — С. 113—133.